# Цонгас, Пол
Пол Эфти́миос Цо́нгас (греч. Πολ Ευθύμιος Τσόνγκας, англ. Paul Efthemios Tsongas; 14 февраля 1941 — 18 января 1997, Лоуэлл, Массачусетс, США) — американский политик-демократ греческого происхождения, член Палаты представителей США от 5-го избирательного округа штата Массачусетс (1975—1979), сенатор от штата Массачусетс (1979—1985). Также занимал политические посты на местном уровне. В 1992 году участвовал в президентских праймериз Демократической партии. Был членом Американо-греческого прогрессивного просветительского союза.

## Ранние годы
Родился 14 февраля 1941 года в Лоуэлле (Массачусетс, США) вместе со своей сестрой-близнецом Талией в некогда рабочей греческой семье, приехавшей в Лоуэлл и владевшей здесь очень успешным бизнесом в сфере химической чистки. Отец Пола, Эфтимиос Йоргос Цонгас, был родом из Греции, а мать Катина (урожд. Паппас, первоначально Панайотопулос) — американка, также греческого происхождения.
В 1962 году окончил Дартмутский колледж со степенью бакалавра гуманитарных наук в области экономики, а затем Йельскую школу права и Гарвардскую Школу Кеннеди при Гарвардском университете, после чего поселился в Лоуэлле.
В 1962—1964 гг. работал волонтёром в Корпусе мира в Эфиопии, а также в 1967—1968 гг. страновым директором Корпуса мира в Вест-Индии.
В 1967 году, работая помощником конгрессмена Ф. Брэдфорда Морзе, Цонгас познакомился с Ники Соваж, проводившей лето в Арлингтоне (Вирджиния). Они поженились в 1969 году и имели трёх дочерей: Эшли, Катина и Молли.

## Политическая карьера

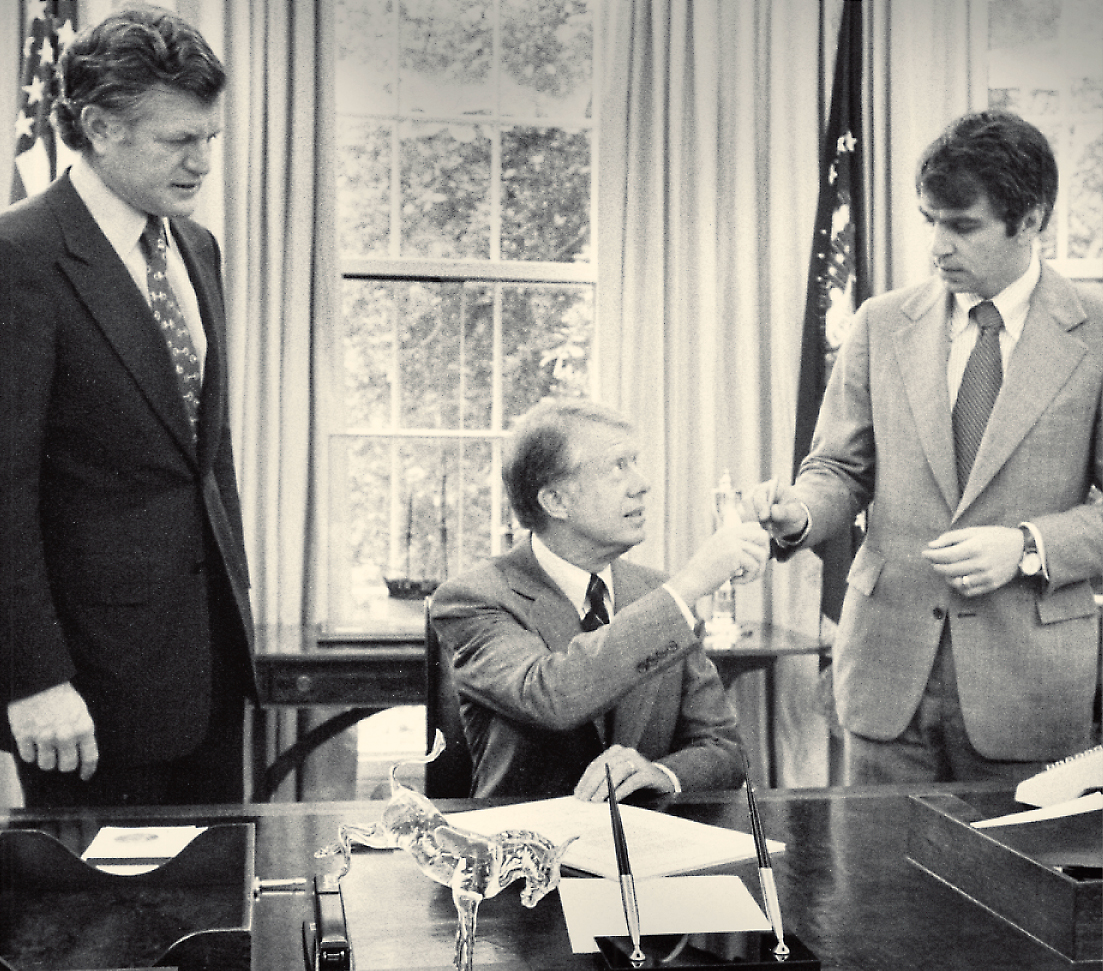
Президент США Джимми Картер, сенатор Тед Кеннеди (слева) и конгрессмен Пол Цонгас (1978)

В политической жизни США начал участвовать с 1969 года, будучи избранным в качестве члена муниципального совета Лоуэлла, в котором он служил в течение двух сроков подряд. Затем занимал должность окружного комиссара Мидлсекса (Массачусетс).
В 1974 году выставлял свою кандидатуру на выборах в Палату представителей США от 5-го округа, в состав которого входил город Лоуэлл. За всё время существования округа только три члена Демократической партии избирались от него в Палату представителей, в то время как он находился под управлением республиканцев непрерывно, начиная с 1895 года. Однако на этих выборах, после Уотергейтского скандала, Цонгас одержал победу над занимавшим данный пост в течение одного срока республиканцем Полом У. Кронином, обогнав последнего на 21 пункт. Вместе с Кристофером Доддом стал первым бывшим волонтёром Корпуса мира, избранным в Палату представителей США.
В 1976 году был переизбран на эту же должность, став первым демократом, представляющим 5-й округ более одного срока.
В 1978 году, становясь всё более популярным и имея хорошую репутацию в штате Массачусетс, баллотировался и был избран в Сенат США, одержав верх над действующим сенатором, республиканцем Эдвардом Бруком, опередив его на 10 пунктов. Был первым бывшим волонтёром Корпуса мира, избранным в Сенат США.
В 1983 году у Цонгаса была диагностирована неходжкинская лимфома, а в 1984 году он объявил о своём уходе из Сената. Его место занял коллега по партии, кандидат в Президенты США на выборах 2004 года и будущий государственный секретарь США (с 2013 года) Джон Керри.
В 1986 году Цонгасу провели операцию по трансплантации костного мозга с целью излечения болезни.
В 1991 году он получил заверение врачей о хорошем состоянии своего здоровья, после чего вернулся в политику.
В 1992 году принимал участие в президентских праймериз, потерпев на них поражение. До этого никогда не проигрывал выборы. В этот период другой американский грек, миллиардер Джон Кациматидис, выделил 150 000 долларов на поддержку кампании Цонгаса.

## Политические взгляды
В целом оценивался как социальный либерал и умеренный экономический либерал, считался одним из Atari-демократов.
Был особенно известен своими усилиями в Конгрессе США в поддержку сохранения историко-культурного наследия и охраны окружающей среды, с одной стороны, и поддерживающей бизнес экономической политикой — с другой.
Будучи членом Палаты представителей США, сыграл главную роль в создании Национального исторического парка в Лоуэлле (см. Национальный парк), а также в основании или расширении ряда других территорий системы национальных парков США.
Сыграл столь же ключевую роль позже в Сенате, работая в тесном контакте с министром внутренних дел США Сесилом Эндрюсом, в успешном проведении имевшего серьёзное значение «Закона об охране земель национального интереса на Аляске» (1980), рассмотрение проекта которого было безнадёжно заблокировано в Сенате с тех пор, как он был принят Палатой представителей в 1978 году.
В вопросах бизнеса и экономики Цонгас сосредоточился, в частности, на проблеме дефицита федерального бюджета, которую он продолжал отстаивать даже после того, как его президентская избирательная кампания завершилась, став соучредителем группы «Concord Coalition».
Цонгас был подвергнут критике своими оппонентами за рейганомический, близкий к республиканцам стиль ведения политики. Ежедневная газета «Boston Herald» отметила, что его политическая философия имела «значительно больше общего» с республиканцем Миттом Ромни (отдавшим свой голос за Цонгаса во время президентских праймериз 1992 года), нежели с традиционными демократами Массачусетса, такими как Тед Кеннеди.
В середине 1980-х годов Цонгас шокировал многих членов организации «Американцы за демократическое действие», являющейся приверженцем прогрессивной политики, своим заявлением о том, что они должны уделять больше внимания экономическому росту, чем перераспределению богатств.

## После завершения карьеры
В конце 1994 года Цонгас ненадолго возглавил усилия по созданию третьей партии с тем, чтобы в дальнейшем передать её кому-то с «моральным авторитетом», намекая на генерала Колина Пауэлла в качестве претендента на эту роль. К тому времени Цонгас считался «самым популярным политическим деятелем в штате Массачусетс».
Несколько лет спустя у него случился рецидив неходжкинской лимфомы.
Умер 18 января 1997 года в Лоуэлле от пневмонии и печёночной недостаточности в возрасте 55 лет. Похоронен на городском кладбище на улице Нэппа на участке с видом на реку Конкорд.

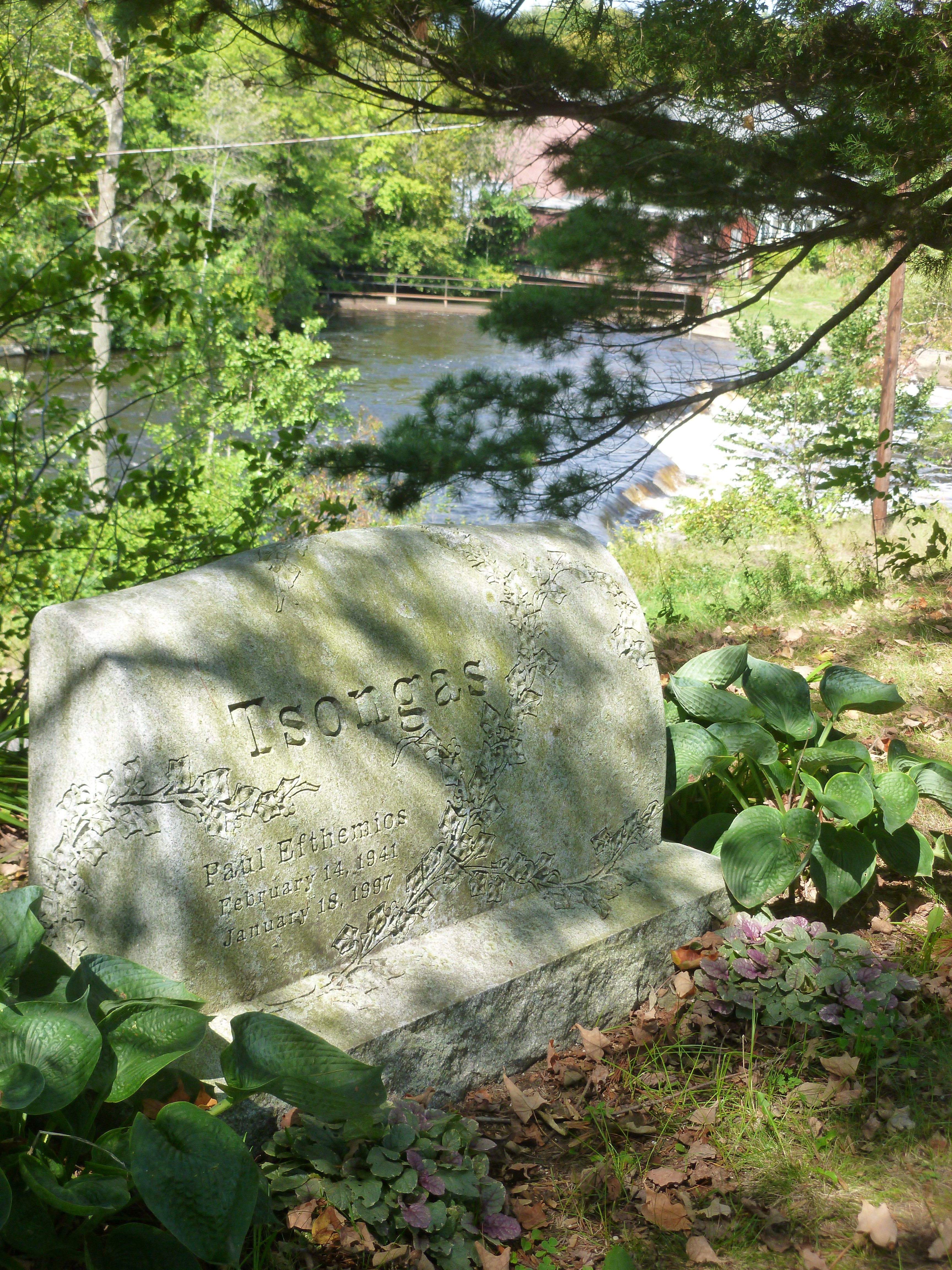
Надгробие на могиле Пола Цонгаса

## Память
27 января 1998 года в Лоуэлле был открыт многоцелевой объект «Tsongas Arena» (с 2010 года — «Tsongas Center»), посвящённый памяти Пола Цонгаса.

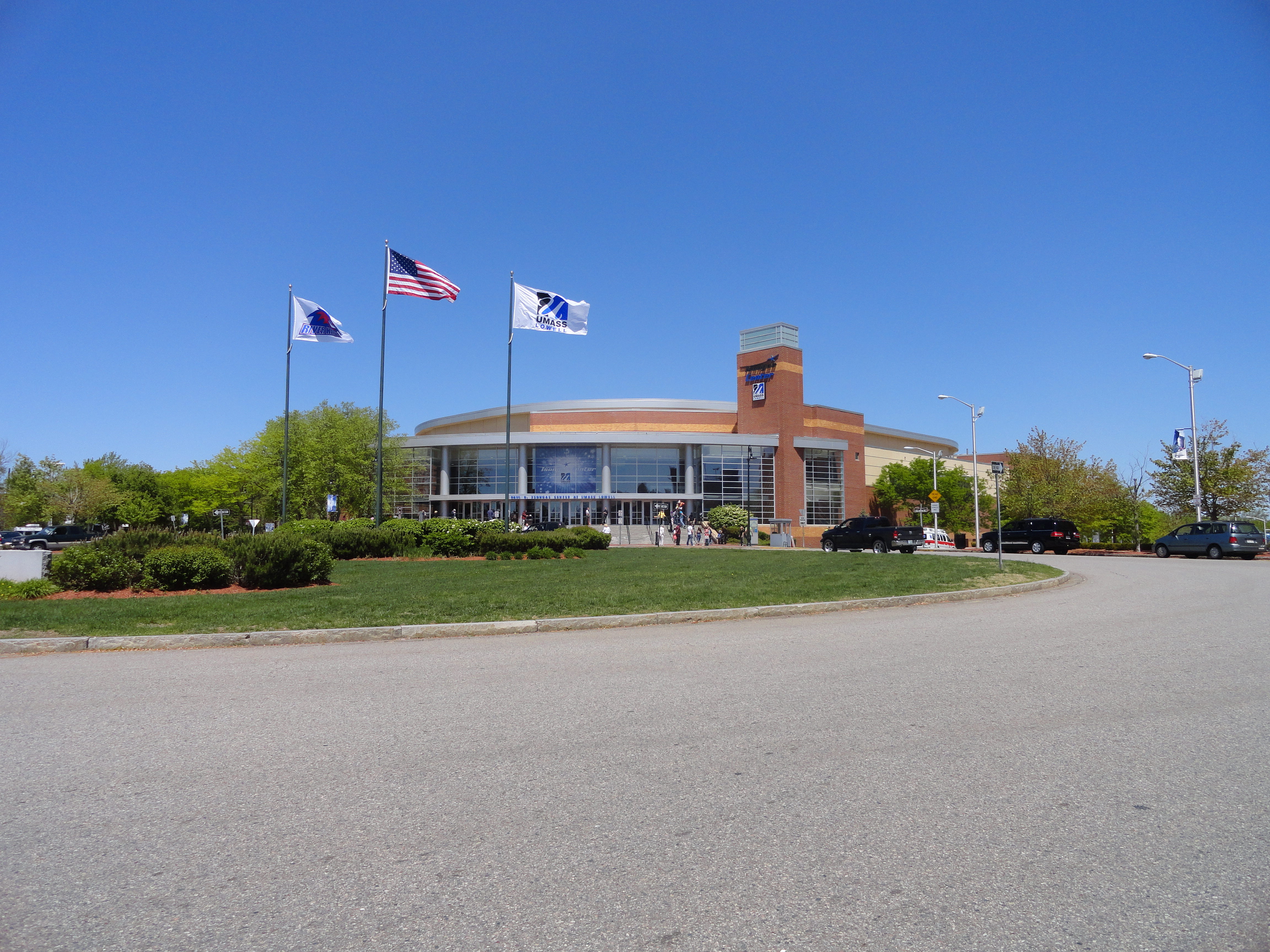
«Tsongas Arena», Лоуэлл, Массачусетс

На дополнительных выборах, состоявшихся 16 октября 2007 года, его вдова Ники Цонгас была избрана членом Палаты представителей США от 5-го избирательного округа штата Массачусетс, заняв должность, которая когда-то принадлежала её покойному супругу.
«Preservation Massachusetts», общештатная некомерческая организация по охране памятников истории и культуры Массачусетса, учредила ежегодную Премию Пола Цонгаса (Paul Tsongas Award), вручаемую реставраторам штата.